# Włościwoj
Włościwoj – staropolskie imię męskie. Składa się z członu Włości- ("panować") i -woj ("wojownik"). Może zatem oznaczać "ten, który panuje nad wojownikami". 
Włościwoj imieniny obchodzi 11 sierpnia.